# Platform Spur
Der Platform Spur (frei übersetzt Plattformsporn) ist ein keilförmiger und 2350 m hoher Felssporn mit Verjüngungen in nordöstlicher Richtung im ostantarktischen Viktorialand. Er ragt im nordöstlichen Teil der Royal Society Range zwischen dem Bindschadler-Gletscher und dem Jezek-Gletscher auf.
Alan Sherwood, Leiter der von 1987 bis 1988 dauernden Kampagne des New Zealand Geological Survey, gab der Formation ihren deskriptiven Namen.